# Macbett
Macbett je satira Eugènea Ionescoa na Shakespeareovog Macbetha napisana 1972.
Macbett sadrži velik dio radnje iz Shakespeareovog Macbetha, ali s određenim promjenama koje djelo čine apsurditstičkim. Među promjenama spada i jedan dug razgovor kojeg u originalnom djelu nema, prodavač limunade i lovac na leptire.